# António Duarte Chagas
António Duarte e Duarte Chagas (Almodôvar, 26 de Agosto de 1935 - 10 de Março de 2019), foi um político e advogado português. Exerceu como deputado, e foi o fundador da divisão distrital de Beja do Partido Social Democrata.

## Biografia

### Nascimento
António Duarte Chagas nasceu em 26 de Agosto de 1935, na vila de Almodôvar.

### Carreira profissional e política
Pertenceu ao Partido Social Democrata, onde foi militante. Fundou a delegação distrital de Beja do partido, onde também foi presidente da assembleia. Exerceu como deputado na Assembleia da República entre 1979 e 1983, pelo círculo eleitoral de Beja.
Trabalhou igualmente como advogado e como agricultor, e foi notário em Castro Verde, Aljustrel e Almodôvar.

### Falecimento
Faleceu em 10 de Março de 2019, aos 83 anos de idade. O funeral teve lugar no dia 13, em Almodôvar.